# Santuario di Semo Sancus Dius Fidius
L'antichissimo santuario di Semo Sancus Dius Fidius era un tempio antico di Roma, situato sul colle Quirinale.
Si trovava sulla sommità del Collis Mucialis (un sotto-rilievo del Quirinale), detto anche Sanqualis dalla vicina Porta Sanqualis, che a sua volta prendeva il nome proprio da questo santuario.
Secondo la leggenda era stato fondato dallo stesso Tito Tazio, re dei Sabini stanziati sul colle e dedicato alla divinità Sanco di origine sabina (il nome infatti non è di retaggio latino). Il tempio venne rifatto da Tarquinio il Superbo e inaugurato nel 466 a.C.
L'edificio conservava una statua bronzea che si riteneva raffigurasse la moglie di Tarquinio Prisco, Tanaquilla, raffigurata nell'atto di filare con fuso e canocchia.
Attraverso scavi e iscrizioni è stato localizzato nelle immediate vicinanze della chiesa di San Silvestro al Quirinale.